# 신림 나들목
신림 나들목(Sillim IC)은 강원특별자치도 원주시 신림면 신림리와 용암리에 걸쳐 있는 중앙고속도로의 30번 교차로이다. 신림면으로 진출할 수 있으며, 인근에 치악산 국립공원이 있다.

## 연혁
- 1995년 8월 29일 : 중앙고속도로 서제천 ~ 남원주 구간 개통과 함께 영업 개시[1]
- 1998년 6월 10일 : 2000년 12월까지 신림 나들목 개량 및 요금소 설치를 위해 강원도 원주시 신림면 용암리 ~ 신림리 구간 도로구역 변경[2]

## 구조물 정보
- 위치: 강원특별자치도 원주시 신림면 신림리, 용암리
- 영업소: 강원특별자치도 원주시 신림면 신림황둔로 74

## 접속하는 도로
- 국가지원지방도 제88호선 (신림황둔로)
- 간접 연결 : 국도 제5호선 (치악로, 제원로, 신림삼거리 이용)

## 교통량 정보
| 요금소        | 통행량 (대/일) | 통행량 (대/일) | 통행량 (대/일) | 통행량 (대/일) | 통행량 (대/일) | 통행량 (대/일) | 통행량 (대/일) | 통행량 (대/일) | 통행량 (대/일) | 통행량 (대/일) | 각주  |
| 요금소        | 2001년         | 2002년         | 2003년         | 2004년         | 2005년         | 2006년         | 2007년         | 2008년         | 2009년         | 2010년         | 각주  |
| ------------- | -------------- | -------------- | -------------- | -------------- | -------------- | -------------- | -------------- | -------------- | -------------- | -------------- | ----- |
| 신림 (폐쇄식) | 2,261          | 2,247          | 2,156          | 1,993          | 1,859          | 1,857          | 1,934          | 1,959          | 1,973          | 1,968          | [ 3 ] |
| 요금소        | 2011년         | 2012년         | 2013년         | 2014년         | 2015년         | 2016년         | 2017년         | 2018년         | 2019년         |                | [ 3 ] |
| 신림 (폐쇄식) | 1,922          | 1,954          | 2,027          | 2,091          | 2,245          | 2,400          | 2,563          | 2,594          | 2,669          |                | [ 3 ] |